# Beliz Başkır
Beliz Başkır (Smirne, 26 dicembre 1998) è una pallavolista turca, centrale del Beşiktaş.

## Palmarès

### Club
- Campionato turco: 1

2022-23
- Supercoppa turca: 1

2022